# 1958年教宗選舉秘密會議
1958年教宗選舉秘密會議因教宗庇護十二世在1958年10月9日離世後而召集舉行。會議從1958年10月25日開始，經過十一輪投票後，在10月28日上午，會議舉行地西斯廷小堂的煙囪冒出白煙，表示樞機團已選出新教宗。當選者為意大利籍樞機安傑洛·朱塞佩·龍嘉利，並取名號為「若望二十三世」。

## 背景
1958年10月9日，庇護十二世於意大利岡多菲堡宗座宮（教宗夏宮）離世，終年82歲。庇護十二世離世16天後，1958年教宗選舉秘密會議於1958年10月25日正式開始。
根據規定，樞機團團長尤金-加布里埃爾-熱爾-韋洛朗·蒂塞蘭德樞機在自己不當選的前提下，將在選舉結束時詢問當選教宗是否接受選舉结果以及其教宗名號。如樞機團團長當選教宗，上述工作由樞機團副團長負責。

### 樞機選舉人
儘管當時共有53位樞機，但由於有2位樞機因種種原因而無法出席，故此能夠參與該次秘密會議的只有51位樞機。

### 候選人
原則上，参加選舉的樞機可以投票給任何已受洗的成年男性天主教徒（即樞機可以投票給非樞機者）。然而，自1378年以來選出的教宗都是樞機。
| 樞機選舉人分布 |                                |
| -------------- | ------------------------------ |
| 意大利         | 18                             |
| 歐洲其餘部分   | 17                             |
| 北美洲         | 4                              |
| 拉丁美洲       | 9                              |
| 非洲           | 1                              |
| 亞洲           | 3                              |
| 大洋洲         | 1                              |
| 出席選舉人     | 51                             |
| 缺席           | 2                              |
| 前任教宗       | 庇護十二世（1939年至1958年）   |
| 新任教宗       | 若望二十三世（1958年至1963年） |

## 日期
這次教宗選舉秘密會議在10月25日開始。教宗本篤十五世於1914年規定選舉在宗座出缺後的15日起開始舉行。教宗當時設立這規定主要是因為教宗逝世或辭職後，各地的樞機可以有足夠時間到達梵蒂岡參與教宗選舉秘密會議。如各樞機於限期前已全部到達梵蒂岡則可提早舉行教宗選舉秘密會議。

## 選情
10月25日下午，西斯廷小堂的煙囪冒出了此次選舉的第一次黑煙，這也說明了第一輪投票已經結束，而且最高票者未達總數之三分之二多一票（35票），第一輪投票失敗。歐洲中部時間10月26日上午，經過了第二輪及第三輪的投票，樞機團依然未達成共識，投票失敗。而於同日下午的第四輪及第五輪投票，西斯廷小堂的煙囪冒出了此次選舉的第一次白煙，但5分鐘後轉為黑煙，表示依然沒有一位樞機達到票數門檻，投票失敗。10月27日上午，經過了第六輪及第七輪的投票，依然沒有一位樞機達到票數門檻，投票失敗。而於同日下午的第八輪及第九輪投票，依然沒有一位樞機達到票數門檻，投票失敗。而於10月28日上午的第十輪及第十一輪的投票，樞機團達成了共識，於10月28日18時18分，西斯汀小堂的煙囪冒出了第二次白煙，投票成功並選出新教宗。 
樞機團首席助祭尼古拉·卡納利其後登上聖伯多祿大殿中央陽台向聖伯多祿廣場的信眾以拉丁語宣布新教宗的姓名及名號。該拉丁語的宣布如下：
|  | Annuntio vobis gaudium magnum: HABEMUS PAPAM! Eminentissimum ac Reverendissimum Dominum, Dominum Angelum Iosephum Sanctæ Romanæ Ecclesiæ Cardinalem Roncalli, qui sibi nomen imposuit Ioannis Vigesimi Tertii |

中文翻譯如下：
|  | 我十分高興向你們宣布： 我們有了教宗！ 他是最傑出和最可敬的 神聖羅馬教會安傑洛·朱塞佩·龍嘉利樞機 以「若望二十三世」作為他的名號 |

新教宗的姓名為77歲的安傑洛·朱塞佩·龍嘉利樞機（Cardinal Angelo Gioseppe Roncalli），並取名號為「若望二十三世」。
新教宗隨後登上聖伯多祿大教堂中央陽台給予信眾首個宗座祝福（Apostolic Blessing），即「致全城與全球」（Urbi et Orbi，全城指教宗駐地羅馬）的降福。

## 聲稱的選舉結果
參與教宗選舉秘密會議的樞機或因特殊原因而在場的非樞機者不可就秘密會議的任何內容以任何方法向外間（除參與該次教宗選舉秘密會議的樞機則例外）透露，否則會自科絕罰。以下的聲稱選舉結果出自安德魯·格里利神父（Father Andrew Greeley）所寫的《The Making of the Popes: 1978》，作者指出該選舉結果來自一位無名樞機以鉛筆寫在衣袖子的數據，要當選教宗最少需要35票。
第一輪投票：（10月25日下午）
- 埃內斯托·魯菲尼（英语：Ernesto Ruffini）樞機 ― 17票（尚欠18票）
- 雅靜安（英语：Gregorio Pietro Agagianian）樞機― 10票（尚欠25票）
- 安傑洛·龍嘉利樞機（Cardinal Angelo Roncalli）― 7票（尚欠28票）
- 貝尼迪托·阿洛伊西·馬西拉（英语：Benedetto Aloisi Masella）樞機 ― 5票（尚欠30票）
- 阿爾弗雷多·奧塔維婭尼（英语：Alfredo Ottaviani）樞機 ― 2票（尚欠33票）

第一輪投票結果：失敗
第二輪投票：（10月26日上午）
- 埃內斯托·魯菲尼（英语：Ernesto Ruffini）樞機 ― 17票（尚欠18票）
- 雅靜安樞機（Cardinal Gregorio Pietro Agagianian）― 10票（尚欠25票）
- 安傑洛·龍嘉利樞機（Cardinal Angelo Roncalli）― 7票（尚欠28票）
- 貝尼迪托·阿洛伊西·馬西拉（英语：Benedetto Aloisi Masella）樞機 ― 6票（尚欠29票）
- 阿爾弗雷多·奧塔維婭尼樞機 ― 5票（尚欠30票）

第二輪投票結果：失敗
第三輪投票：（10月26日上午）
- 埃內斯托·魯菲尼（英语：Ernesto Ruffini）樞機 ― 15票（尚欠20票）
- 雅靜安樞機（Cardinal Gregorio Pietro Agagianian）― 12票（尚欠23票）
- 安傑洛·龍嘉利樞機（Cardinal Angelo Roncalli）― 8票（尚欠27票）
- 阿爾弗雷多·奧塔維婭尼樞機 ― 8票（尚欠27票）
- 貝尼迪托·阿洛伊西·馬西拉（英语：Benedetto Aloisi Masella）樞機 ― 4票（尚欠31票）

第三輪投票結果：失敗
第四輪投票：（10月26日下午）
- 阿爾弗雷多·奧塔維婭尼樞機 ― 16票（尚欠19票）
- 安傑洛·龍嘉利樞機（Cardinal Angelo Roncalli）― 15票（尚欠20票）
- 雅靜安樞機（Cardinal Gregorio Pietro Agagianian）― 8票（尚欠27票）
- 埃內斯托·魯菲尼（英语：Ernesto Ruffini）樞機 ― 5票（尚欠30票）
- 貝尼迪托·阿洛伊西·馬西拉（英语：Benedetto Aloisi Masella）樞機 ― 3票（尚欠32票）

第四輪投票結果：失敗
第五輪投票：（10月26日下午）
- 安傑洛·龍嘉利樞機（Cardinal Angelo Roncalli）― 20票（尚欠15票）
- 阿爾弗雷多·奧塔維婭尼樞機 ― 15票（尚欠20票）
- 雅靜安（英语：Gregorio Pietro Agagianian）樞機― 6票（尚欠29票）
- 埃內斯托·魯菲尼（英语：Ernesto Ruffini）樞機 ― 5票（尚欠30票）
- 貝尼迪托·阿洛伊西·馬西拉（英语：Benedetto Aloisi Masella）樞機 ― 2票（尚欠33票）

第五輪投票結果：失敗
（第六輪至第十輪投票無資料）
第十一輪投票：（10月28日上午）
- 安傑洛·龍嘉利樞機（Cardinal Angelo Roncalli）― 38票（比當選門檻多3票）
- 阿爾弗雷多·奧塔維婭尼樞機 ― 9票（尚欠26票）
- 雅靜安樞機（Cardinal Gregorio Pietro Agagianian）― 1票（尚欠34票）
- 埃內斯托·魯菲尼（英语：Ernesto Ruffini）樞機 ― 1票（尚欠34票）
- 貝尼迪托·阿洛伊西·馬西拉（英语：Benedetto Aloisi Masella）樞機 ― 1票（尚欠34票）

第十一輪投票結果：成功，選出安傑洛·龍嘉利樞機為新教宗